# 40. Tony-gála
A 40. Tony-gála az 1985/1986-os szezon legjobb Broadway színházi alakításait értékelte. A díjátadót 1986. június 1-jén tartották a New York-i Minskoff Theatreben, a műsor ezuttal házigazda nélkül került megrendezésre. A gálát az CBS televízióadó közvetítette élőben.

## Győztesek és jelöltek
A nyertesek félkövérrel jelölve.
| Legjobb színdarab | Legjobb musical |
| --- | --- |
| - I'm Not Rappaport – Herb Gardner - Benefactors – Michael Frayn - Blood Knot – Athol Fugard - The House of Blue Leaves – John Guare | - The Mystery of Edwin Drood - Big Deal - Song and Dance - Tango Argentino |
| Legjobb színdarab újra a színpadon | Legjobb szövegkönyv musicalben |
| - Édes Charity - Szénaláz - The Iceman Cometh - Szajré | - Rupert Holmes - The Mystery of Edwin Drood - Bob Fosse - Big Deal - Betty Comden, Adolph Green - Ének az esőben - Jane Iredale - Szél lengeti a fűzfákat |
| Legjobb férfi főszereplő színdarabban | Legjobb női főszereplő színdarabban |
| - Judd Hirsch – I'm Not Rappaport (Nat) - Hume Cronyn – The Petition (Sir Edmund Milne) - Ed Harris – Precious Sons (Fred) - Jack Lemmon – Hosszú út az éjszakába (James Tyrone) | - Lily Tomlin – The Search for Signs of Intelligent Life in the Universe (További szereplők) - Rosemary Harris – Szénaláz (Judith Bliss) - Mary Beth Hurt – Benefactors (Sheila) - Jessica Tandy – The Petition (Lady Elizabeth Milne)                                |
| Legjobb férfi főszereplő musicalben | Legjobb női főszereplő musicalben |
| - George Rose – The Mystery of Edwin Drood (Mayor Thomas Sapsea/Mr. William Cartwright) - Don Correia – Ének az esőben (Don Lockwood) - Cleavant Derricks – Big Deal (Charley) - Maurice Hines – Uptown... It's Hot! (Előadó)                                                             | - Bernadette Peters – Song and Dance (Emma) - Debbie Allen – Édes Charity (Charity) - Cleo Laine – The Mystery of Edwin Drood (Puffer hercegnő/Miss Angela Prysock) - Chita Rivera – Jerry's Girls (Előadó)                                                           |
| Legjobb férfi mellékszereplő színdarabban | Legjobb női mellékszereplő színdarabban |
| - John Mahoney – The House of Blue Leaves (Artie Shaughnessy) - Peter Gallagher – Hosszú út az éjszakába (Edmund Tyrone) - Charles Keating – Szajré (McLeavy) - Joseph Maher – Szajré (Truscott)                                                                                          | - Swoosie Kurtz – The House of Blue Leaves (Bananas Shaughnessy) - Stockard Channing – The House of Blue Leaves (Bunny Flingus) - Bethel Leslie – Hosszú út az éjszakába (Mary Cavan Tyrone) - Zoë Wanamaker – Szajré (Fay)                                           |
| Legjobb férfi mellékszereplő musicalben | Legjobb női mellékszereplő musicalben |
| - Michael Rupert – Édes Charity (Oscar) - Christopher d'Amboise – Song and Dance (Joe) - John Herrera – The Mystery of Edwin Drood (Neville Landless/Mr. Victor Grinstead) - Howard McGillin – The Mystery of Edwin Drood (John Jasper/Mr. Clive Paget)                                   | - Bebe Neuwirth – Édes Charity (Nickie) - Patti Cohenour – The Mystery of Edwin Drood (Rosa Bud/Miss Deirdre Peregrine) - Jana Schneider – The Mystery of Edwin Drood (Helena Landless/Miss Janet Conover) - Elisabeth Welch – Jerome Kern Goes to Hollywood (Előadó) |
| Legjobb eredeti zene | Legjobb koreográfia |
| - The Mystery of Edwin Drood – Rupert Holmes (zene és dalszöveg) - The News – Paul Schierhorn (zene és dalszöveg) - Song and Dance – Andrew Lloyd Webber (zene), Don Black, Richard Maltby Jr. (dalszöveg) - Szél lengeti a fűzfákat – William P. Perry (zene), Roger McGough (dalszöveg) | - Bob Fosse – Big Deal - Graciela Daniele – The Mystery of Edwin Drood - Peter Martins – Song and Dance - Tango Argentino-táncosok – Tango Argentino |
| Legjobb színdarabrendező | Legjobb musicalrendező |
| - Jerry Zaks – The House of Blue Leaves - Jonathan Miller – Hosszú út az éjszakába - José Quintero – The Iceman Cometh - John Tillinger – Szajré | - Wilford Leach – The Mystery of Edwin Drood - Bob Fosse – Big Deal - Richard Maltby Jr. – Song and Dance - Claudio Segovia, Hector Orezzoli – Tango Argentino |
| Legjobb díszlettervezés | Legjobb jelmeztervezés |
| - Tony Walton – The House of Blue Leaves - Ben Edwards – The Iceman Cometh - David Mitchell – The Boys in Winter - Beni Montresor – Figaro házassága | - Patricia Zipprodt – Édes Charity - Willa Kim – Song and Dance - Beni Montresor – Figaro házassága - Ann Roth – The House of Blue Leaves |
| Legjobb látványtervezés | |
| - Pat Collins – I'm Not Rappaport - Jules Fisher – Song and Dance - Paul Gallo – The House of Blue Leaves - Thomas R. Skelton – The Iceman Cometh | |

### Különdíjak
- A legjobb körzeti színház: American Repertory Theater, Cambridge, Massachusetts

## Előadott számok
- "Wanna Sing A Show Tune"
- Annie
- Big River
- Szivárványvölgy
- Hello, Dolly!
- Hegedűs a háztetőn
- Őrült nők ketrece
- Édes Charity
- "Give My Regards to Broadway"
- Big Deal ("Beat Me Daddy Eight to the Bar")
- Song and Dance ("Unexpected Song" - Bernadette Peters)
- Tango Argentino ("Dance Excerpts")
- The Mystery of Edwin Drood ("There You Are"/"Don't Quit While You're Ahead" - George Rose)[1][2]

## Műsorvezetők
A gálán az alábbi műsorvezetők működtek közre:
- Debbie Allen
- Susan Anton
- Bea Arthur
- Nell Carter
- Agnes de Mille
- José Ferrer
- Sandy Duncan
- Phyllis Frelich
- Helen Hayes
- Michael Kidd
- Cleo Laine
- Jack Lemmon
- Hal Linden
- John V. Lindsay
- Dorothy Loudon
- Karen Morrow
- Bernadette Peters
- Stefanie Powers
- Juliet Prowse
- Tony Randall
- Lee Roy Reams
- Ann Reinking
- Lee Remick
- Alfonso Ribeiro
- Chita Rivera
- John Rubinstein
- Rex Smith
- Marlo Thomas
- Leslie Uggams
- Lily Tomlin
- Sam Waterston
- Ben Vereen
- David Wayne
- Tom Wopat

## Fordítás
- Ez a szócikk részben vagy egészben  a(z)   40th Tony Awards című angol Wikipédia-szócikk fordításán alapul.  Az eredeti cikk szerkesztőit annak laptörténete sorolja fel. Ez a jelzés csupán a megfogalmazás eredetét és a szerzői jogokat jelzi, nem szolgál a cikkben szereplő információk forrásmegjelöléseként.